# قدرت همجوشی
قدرت همجوشی (به انگلیسی: Fusion power) یک شکل نظری از تولید انرژی است که در آن انرژی با استفاده از واکنش‌های همجوشی هسته‌ای برای تولید حرارت و در نتیجه تولید برق تولید می‌شود. در یک فرایند تلفیقی دو هسته اتمی سبک‌تر ترکیب می‌شوند تا یک هسته سنگین را تشکیل دهند و در عین حال انرژی را آزاد کنند. این همان فرایندی است که به ستاره‌هایی مانند خورشید قدرت می‌دهد. دستگاه‌های طراحی شده برای مهار این انرژی به عنوان رآکتورهای همجوشی (به انگلیسی: fusion reactors) شناخته می‌شوند. فرایندهای همجوشی نیاز به سوخت و یک محدوده بسیار کم با دمای بالا و فشار دارد تا پلاسمایی را ایجاد کند که در آن همجوشی می‌تواند رخ دهد. در ستارگان هیدروژن سوخت رایج است، و گرانش دمای بالای مورد نیاز برای همجوشی را ایجاد می‌کند. رآکتورهای همجوشی به‌طور کلی از ایزوتوپ‌های هیدروژن مانند دوتریوم و تریتیوم استفاده می‌کنند که به راحتی واکنش نشان می‌دهند و پلاسمای محدودی از میلیون‌ها درجه را با استفاده از روش‌های مرسوم (لیزر) یا روش‌های مغناطیسی (توکاماک و مشابه) ایجاد می‌کنند. چالش اصلی در تحقق قدرت همجوشی عبارت است از: مهندسی سیستم که بتواند پلاسما را به اندازه کافی در دما و چگالی بالایی داشته باشد تا واکنش طولانی مدت رخ دهد. انتظار می‌رود که همجوشی هسته‌ای به عنوان یک منبع انرژی چندین مزیت نظری نسبت به شکافت هسته‌ای داشته باشد. این مزیت شامل کاهش میزان واپاشی هسته‌ای، کم شدن ضایعات هسته‌ای، منابع سوختی فراوان و افزایش ایمنی است همینطور انرژی ازاد شده توسط هر نوکلئون از سوخت هیدروژن از شکافت هسته ی بیشتر است. با این حال همجوشی کنترل شده به لحاظ عملی و اقتصادی بسیار دشوار است. تحقیق در رآکتورهای همجوشی در دهه ۱۹۴۰ میلادی آغاز شد اما تا به امروز هیچ طرحی تولید بیش از توان الکتریکی در همجوشی تولید نکرده‌است.